# Dimitris Diamantidis
Dimitris Diamantidis (Castória, 6 de Maio de 1980) é um basquetebolista profissional grego, atualmente está aposentado. Ε um dos jogadores de basquete mais importantes da Europa. Uma das melhores bases ofensivas e defensivas, Diamantidis podría cerrar é um oponente ou dominar o jogo em ataque. Em 2016, após retirar a carreira, o número 13 subiu ao topo do Olympic Indoor Hall, pavilhão do Panathinaikos, recebendo também o reconhecimento como Lenda da Euroliga.

## Carreira profissional
Diamantidis considerado por muitos como um dos melhores armadores da história da Euroliga.

Com 14 anos, Diamantidis começou a jogar nas divisões de base do Castoria BC

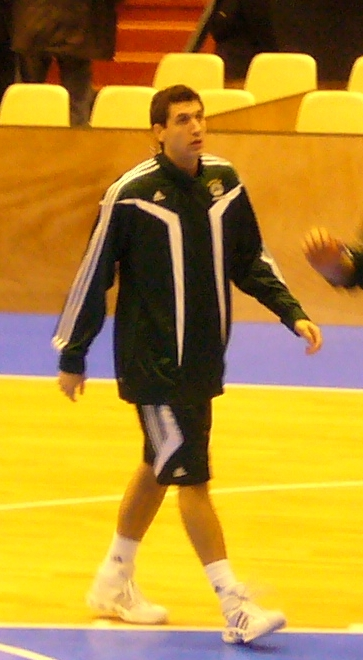

Desde 2004 e durante os 12 anos em que trabalhou na OAKA, ele não deixou um título individual sem coroa. Ele foi nomeado o melhor zagueiro da Euroliga seis vezes. Ele faz parte do quinteto ideal dessa competição há quatro anos, três deles consecutivamente. E ele foi nomeado jogador mais valioso nas finais de 2007 e 2011.
Na Euroliga 2010-2011, ele foi eleito o melhor jogador da competição e no Final Four. Diamantidis foi escolhido no melhor quinteto da Euroliga e também foi selecionado como o MVP da temporada.7 Diamantidis coroou sua temporada dominante em 2010-11 com uma atuação estelar nas quartas de final. Ele fez 8 pontos, 4 rebotes, 9 assistências e 2 roubadas de bola para um PIR de 22 na semifinal contra o Montepaschi Siena. Diamantidis foi ainda melhor - 16 pontos, 5 rebotes, 9 assistências, 2 roubadas de bola e um PIR de 24 - no jogo do campeonato contra o Maccabi Electra Tel Aviv. Com o jogo ainda muito próximo, 64-69, Diamantidis começou no último minuto com uma assistência a Mike Batiste, um assalto e um chute livre de 3 por 4 para colocar o jogo no gelo e trazer outro título para o Panathinaikos. Diamantidis levou o Panathinaikos a outra Final Four em 2012, mas o CSKA Moscow ficou no caminho de sua equipe nas semifinais. Ele venceu o primeiro time da All-EuroLeague três vezes nesta década, nas temporadas 2010-11, 2011-12 e 2012-13, e foi eleito MVP da Euroliga do mês duas vezes. Assim que se aposentou em 2016, Diamantidis foi oficialmente escolhido como uma lenda da Euroliga de basquete, e Panathinaikos retirou sua 13ª camisa. Na temporada de despedida, a Euroliga dedicou um documentário a Dimitris Diamantidis, estrela eterna de Panathinaikos.
Diamantidis está em primeiro lugar nas estatísticas gerais de roubos na Euroliga e na liga A1, bem como o primeiro lugar em assistências na Euroliga e na A1. Durante a temporada 2014/2015, Diamantidis excedeu 1.000 assistências na história da Euroliga. 31 de março de 2020 foi selecionado na melhor equipe da década (2010-2020) da Euroliga. Diamantidis é o único jogador grego a ser incluído nas duas melhores equipes da história da competição (2000-2010, 2010 -2020).

## Carreira na seleção
Diamantidis integrou o elenco da Seleção Grega de Basquetebol nas Olimpíadas de 2004 e 2008.
Diamantidis era membro da equipe de campeões europeus no Eurobasket de 2005. Ele também foi escolhido como um dos membros do melhor "quinteto" do referido EuroBasket.
Ele ganhou uma medalha de prata na Copa do Mundo de 2006, perdendo para a Espanha, vencendo a América nas semifinais de 101 a 95.
Ele também foi membro da equipe grega no Campeonato Mundial de Basquetebol Masculino de 2010.

## Estatísticas
| † | Campeão da Euroliga      |
|   | Líder da liga            |
|   | MVP da temporada regular |

### Euroliga
| Año      | Equipo         | PJ  | PT  | MPP  | %TC  | %3P  | %TL  | RPP | APP | ROB | TPP | PPP  | PIR  |
| -------- | -------------- | --- | --- | ---- | ---- | ---- | ---- | --- | --- | --- | --- | ---- | ---- |
| 2004–05  | Panathinaikos  | 25  | 20  | 27.4 | .544 | .467 | .709 | 3.7 | 3.1 | 2.0 | .6  | 8.5  | 12.5 |
| 2005–06  | Panathinaikos  | 23  | 22  | 30.1 | .492 | .269 | .785 | 4.5 | 2.9 | 2.3 | .8  | 8.7  | 13.1 |
| 2006–07  | Panathinaikos† | 24  | 24  | 29.1 | .489 | .460 | .780 | 3.9 | 3.9 | 2.2 | .6  | 8.9  | 14.3 |
| 2007–08  | Panathinaikos  | 19  | 19  | 30.9 | .484 | .435 | .769 | 5.3 | 3.3 | 1.8 | .7  | 8.5  | 15.1 |
| 2008–09  | Panathinaikos† | 21  | 12  | 27.3 | .486 | .441 | .863 | 4.4 | 3.1 | 1.5 | .5  | 8.5  | 14.0 |
| 2009–10  | Panathinaikos  | 12  | 9   | 26.7 | .559 | .516 | .738 | 2.9 | 3.3 | 1.5 | .3  | 9.4  | 13.7 |
| 2010–11  | Panathinaikos† | 22  | 21  | 30.5 | .433 | .370 | .872 | 3.9 | 6.2 | 1.6 | .1  | 12.5 | 18.5 |
| 2011–12  | Panathinaikos  | 23  | 21  | 30.0 | .448 | .425 | .882 | 3.7 | 4.8 | 1.5 | .5  | 11.5 | 16.4 |
| 2012–13  | Panathinaikos  | 27  | 25  | 31.5 | .368 | .315 | .712 | 3.4 | 5.8 | 1.4 | .4  | 8.1  | 13.1 |
| 2013–14  | Panathinaikos  | 29  | 27  | 31.2 | .324 | .283 | .763 | 2.4 | 6.2 | 1.4 | .1  | 8.9  | 12.8 |
| 2014–15  | Panathinaikos  | 27  | 27  | 27.3 | .410 | .379 | .814 | 2.3 | 5.9 | .9  | .3  | 8.0  | 12.1 |
| 2015–16  | Panathinaikos  | 26  | 1   | 21.2 | .459 | .376 | .827 | 2.3 | 4.2 | .8  | .2  | 7.2  | 10.3 |
| Carreira |                | 278 | 228 | 28.7 | .442 | .375 | .795 | 3.5 | 4.5 | 1.6 | .4  | 9.0  | 13.7 |

## Títulos e Prêmios

### Panathinaikos BC
- 3x  Euroliga: (2007, 2009, 2011)
- 9x  Liga Grega: (2005, 2006, 2007, 2008, 2009, 2010, 2011, 2013, 2014)
- 10x  Taças da Grécia: (2005, 2006, 2007, 2008, 2009, 2012, 2013, 2014, 2015, 2016)
  - 2x Tríplice Coroa: (2007, 2009)

### Individual
- Mr. Europa (Melhor basquetebolista da Europa no Ano): (2007)
- Melhor atleta da Grécia no Ano: (2007)
- MVP da Euroliga (2011)
- 2 Final Four MVP da Euroliga (2007 e 2011)
- 6 prémios de Melhor Jogador Defensivo da Euroliga (2005 a 2009, 2011)
- 2 vezes líder de assistências da Euroliga (2011 e 2014)
- 4 vezes no Quinteto Ideal da Euroliga (2007, 2011 a 2013)
- Lenda da Euroliga (2016)
- Seleção dos melhores da Euroliga na década de 2000-2010: (2010)
- Seleção dos melhores da Euroliga na década de 2010-2020: (2020)
- Líder histórico em roubos de bola na Euroliga e na Liga Grega
- 6 MVP da Liga Grega (2004, 2006, 2007, 2008, 2011 e 2014)
- 6 MVP da Final da Liga Grega (2006 a 2009, 2011 e 2014)
- 5 vezes líder de assistências da Liga Grega (2006, 2007, 2010, 2011, 2015)
- 6 vezes líder dos roubos de bola da Liga Grega (2003, 2004, 2005, 2006, 2007, 2008)
- 2 MVP da Copa da Grécia: (2009, 2016)
- 2 vezes primeiro marcador da Copa da Grécia (2009, 2013)
- 11 vezes no Quinteto Ideal da Liga Grega (2004, 2005, 2006, 2007, 2008, 2010, 2011, 2012, 2013, 2014, 2016)
- 12 vezes Liga Grega All Star (2002, 2003, 2004, 2005, 2006, 2007, 2008, 2009, 2010, 2011, 2013, 2014)